# Ironman-Triathlon-Weltserie 2010
Die Ironman-Triathlon-Weltserie 2010 ist eine Rennserie von 25 Triathlons über die Ironman-Distanz.
Bei den einzelnen Rennen konnten sich die Triathleten das 25. und letzte Rennen, den Ironman Hawaii – der inoffiziellen Weltmeisterschaft – am 9. Oktober 2010 qualifizieren.

## Rennen
| Datum         | Veranstaltung             | Ort                          | Bemerkungen                                                           |
| ------------- | ------------------------- | ---------------------------- | --------------------------------------------------------------------- |
| 13. Sep. 2009 | Ironman Wisconsin         | Madison, Wisconsin           |                                                                       |
| 7. Nov. 2009  | Ironman Florida           | Panama City, Florida         |                                                                       |
| 22. Nov. 2009 | Ironman Arizona           | Tempe, Arizona               |                                                                       |
| 29. Nov. 2009 | Ironman Mexico            | Cozumel                      |                                                                       |
| 5. Dez. 2009  | Ironman Western Australia | Busselton, Western Australia |                                                                       |
| 27. Feb. 2010 | Ironman Malaysia          | Langkawi                     |                                                                       |
| 6. März 2010  | Ironman New Zealand       | Taupō                        |                                                                       |
| 14. März 2010 | Ironman China             | Haikou, Hainan               |                                                                       |
| 28. März 2010 | Ironman Australia         | Port Macquarie               |                                                                       |
| 25. Apr. 2010 | Ironman South Africa      | Port Elizabeth               |                                                                       |
| 1. Mai 2010   | Ironman St. George        | St. George, Utah             |                                                                       |
| 22. Mai 2010  | Ironman Lanzarote         | Puerto del Carmen, Lanzarote |                                                                       |
| 30. Mai 2010  | Ironman Brasil            | Florianópolis                |                                                                       |
| 13. Juni 2010 | Ironman Japan             | Gotō                         | abgesagt aufgrund einer akuten Verbreitung der Maul- und Klauenseuche |
| 27. Juni 2010 | Ironman Coeur d’Alene     | Coeur d’Alene, Idaho         |                                                                       |
| 27. Juni 2010 | Ironman France            | Nice                         |                                                                       |
| 4. Juli 2010  | Ironman Germany           | Frankfurt am Main            |                                                                       |
| 4. Juli 2010  | Ironman Austria           | Klagenfurt                   |                                                                       |
| 25. Juli 2010 | Ironman Switzerland       | Zürich                       |                                                                       |
| 25. Juli 2010 | Ironman Lake Placid       | Lake Placid, New York        |                                                                       |
| 1. Aug. 2010  | Ironman Regensburg        | Regensburg                   | Erstaustragung                                                        |
| 1. Aug. 2010  | Ironman UK                | Bolton                       |                                                                       |
| 29. Aug. 2010 | Ironman Canada            | Penticton, British Columbia  |                                                                       |
| 29. Aug. 2010 | Ironman Louisville        | Louisville, Kentucky         |                                                                       |
| 9. Okt. 2010  | Ironman Hawaii            | Kailua-Kona, Hawaii          | Weltmeisterschaft auf der Ironman-Distanz                             |

## Ergebnisse

### Männer
| Rennen            | Sieger               | Zeit     | Zweiter             | Zeit     | Dritter             | Zeit     |
| ----------------- | -------------------- | -------- | ------------------- | -------- | ------------------- | -------- |
| Wisconsin         | Raynard Tissink      | 08:45:19 | Christian Ritter    | 08:50:34 | Raimo Raudsepp      | 08:51:30 |
| Florida           | Kirill Kotshegarov   | 08:25:29 | Maxim Kirat         | 08:26:51 | Massimo Cigana      | 08:28:04 |
| Arizona           | Jordan Rapp          | 08:13:35 | TJ Tollakson        | 08:20:22 | Torsten Abel        | 08:20:39 |
| Mexico            | Rutger Beke          | 08:18:40 | Wiktor Sjemzew      | 08:29:10 | Sebastian Pedraza   | 08:33:28 |
| Western Australia | Patrick Vernay       | 08:13:59 | Scott Neyedli       | 08:17:47 | Jimmy Johnsen       | 08:21:11 |
| Malaysia          | Marino Vanhoenacker  | 08:22:31 | Hiroyuki Nishiuchi  | 08:50:52 | Romaine Guillaume   | 08:54:38 |
| New Zealand       | Cameron Brown        | 08:21:52 | Terenzo Bozzone     | 08:30:00 | Kieran Doe          | 08:34:16 |
| China             | Luke Jarrod McKenzie | 08:41:15 | József Major        | 08:52:29 | Jens Groenbek       | 09:17:06 |
| Australia         | Patrick Vernay       | 08:23:54 | Scott Neyedli       | 08:27:58 | Trent Chapman       | 08:32:52 |
| South Africa      | Raynard Tissink      | 08:23:28 | Mathias Hecht       | 08:28:53 | Daniel Fontana      | 08:33:48 |
| St. George        | Michael Weiss        | 08:40:08 | Ben Hoffman         | 08:52:54 | Chris McDonald      | 08:54:42 |
| Lanzarote         | Eneko Llanos         | 08:37:42 | Bert Jammaer        | 08:39:35 | Maik Twelsiek       | 08:42:52 |
| Brasil            | Luke Jarrod McKenzie | 08:07:39 | Ezequiel Morales    | 08:12:44 | Santiago Ascenço    | 08:18:33 |
| Coeur d’Alene     | Andy Potts           | 08:24:40 | Courtney Ogden      | 08:38:17 | Michael Lovato      | 08:41:17 |
| France            | Marcel Zamora Pérez  | 08:25:28 | Frederik Van Lierde | 08:30:39 | Olivier Marceau     | 08:52:25 |
| Germany           | Andreas Raelert      | 08:05:15 | Timo Bracht         | 08:10:22 | Chris McCormack     | 08:14:43 |
| Austria           | Marino Vanhoenacker  | 07:52:05 | Dennis Devriendt    | 08:12:51 | Michael Weiss       | 08:14:50 |
| Switzerland       | Ronnie Schildknecht  | 08:12:40 | Swen Sundberg       | 08:29:18 | Mike Aigroz         | 08:34:24 |
| Lake Placid       | Ben Hoffman          | 08:39:34 | Petr Vabroušek      | 08:46:33 | Maik Twelsiek       | 08:48:33 |
| Regensburg        | Faris Al-Sultan      | 08:13:37 | Andreas Böcherer    | 08:18:28 | Nils Goerke         | 08:22:57 |
| UK                | Fraser Cartmell      | 08:40:17 | Stephen Bayliss     | 08:46:18 | Axel Zeebroek       | 08:49:37 |
| Canada            | Wiktor Sjemzew       | 08:32:28 | Christian Brader    | 08:32:41 | Stephan Vuckovic    | 08:38:31 |
| Louisville        | Paul Ambrose         | 08:29:59 | Martin Jensen       | 08:41:54 | Maximilian Longrée  | 08:50:10 |
| Hawaii            | Chris McCormack      | 08:10:37 | Andreas Raelert     | 08:12:17 | Marino Vanhoenacker | 08:13:14 |

### Frauen
| Rennen            | Sieger              | Zeit     | Zweiter              | Zeit     | Dritter              | Zeit     |
| ----------------- | ------------------- | -------- | -------------------- | -------- | -------------------- | -------- |
| Wisconsin         | Amy Marsh           | 09:43:59 | Irene Kinnegim       | 10:01:34 | Hillary Biscay       | 10:02:58 |
| Florida           | Sofie Goos          | 09:08:38 | Tamara Kosulina      | 09:12:47 | Bella Bayliss        | 09:13:52 |
| Arizona           | Samantha McGlone    | 09:09:19 | Linsey Corbin        | 09:13:46 | Kate Major           | 09:20:12 |
| Mexico            | Yvonne van Vlerken  | 09:06:58 | Bella Bayliss        | 09:22:34 | Edith Niederfriniger | 09:30:34 |
| Western Australia | Gina Crawford       | 09:16:52 | Christie Sym         | 09:20:41 | Sarah Pollett        | 09:21:33 |
| Malaysia          | Belinda Granger     | 09:23:33 | Edith Niederfriniger | 09:35:02 | Hillary Biscay       | 10:10:59 |
| New Zealand       | Joanna Lawn         | 09:14:35 | Gina Crawford        | 09:28:26 | Kim Loeffler         | 09:30:57 |
| China             | Amy Marsh           | 09:52:45 | Nicole Leder         | 10:02:58 | Heidi Sessner        | 10:08:52 |
| Australia         | Carrie Lester       | 09:23:50 | Rebekah Keat         | 09:33:10 | Amelie Pearson       | 09:46:09 |
| South Africa      | Sonja Tajsich       | 09:16:55 | Caroline Steffen     | 09:22:00 | Tine Deckers         | 09:29:59 |
| St. George        | Heather Wurtele     | 09:25:36 | Meredith Kessler     | 09:46:58 | Caitlin Snow         | 10:07:26 |
| Lanzarote         | Catriona Morrison   | 10:03:52 | Louise Collins       | 10:05:20 | Nicole Woysch        | 10:11:17 |
| Brasil            | Tereza Macel        | 09:19:13 | Dede Griesbauer      | 09:26:09 | Maria Omar           | 09:36:04 |
| Coeur d’Alene     | Linsey Corbin       | 09:17:54 | Meredith Kessler     | 09:23:52 | Kelly Williamson     | 09:39:23 |
| France            | Tine Deckers        | 09:21:29 | Erika Csomor         | 09:36:08 | Alexandra Louison    | 09:38:25 |
| Germany           | Sandra Wallenhorst  | 09:04:27 | Caroline Steffen     | 09:06:42 | Yvonne van Vlerken   | 09:10:21 |
| Austria           | Eva Maria Dollinger | 09:18:50 | Karina Ottosen       | 09:34:50 | Beate Görtz          | 09:38:56 |
| Switzerland       | Karin Thürig        | 09:00:04 | Heleen bij de Vaate  | 09:23:50 | Monika Lehmann       | 09:28:25 |
| Lake Placid       | Amy Marsh           | 09:27:30 | Caitlin Snow         | 09:44:18 | Lisa Marangon        | 09:51:31 |
| Regensburg        | Sonja Tajsich       | 09:09:47 | Katja Rabe           | 09:32:04 | Corinne Abraham      | 09:41:22 |
| UK                | Yvette Grice        | 10:01:02 | Bella Bayliss        | 10:06:51 | Joanna Carritt       | 10:16:22 |
| Canada            | Meredith Kessler    | 09:13:46 | Heather Wurtele      | 09:17:17 | Mackenzie Madison    | 09:34:51 |
| Louisville        | Rebekah Keat        | 09:33:15 | Kim Loeffler         | 09:44:23 | Bree Wee             | 09:50:35 |
| Hawaii            | Mirinda Carfrae     | 08:58:36 | Caroline Steffen     | 09:06:00 | Julie Dibens         | 09:10:04 |

## Podiumsplatzierungen
| Platz | Land                   | Erster | Zweiter | Dritter | Gesamt |
| ----- | ---------------------- | ------ | ------- | ------- | ------ |
| 01    | Vereinigte Staaten     | 8      | 8       | 8       | 24     |
| 02    | Australien             | 7      | 3       | 7       | 17     |
| 03    | Deutschland            | 5      | 9       | 9       | 23     |
| 04    | Belgien                | 5      | 3       | 3       | 11     |
| 05    | Vereinigtes Königreich | 4      | 6       | 4       | 14     |
| 06    | Neuseeland             | 3      | 2       | 1       | 06     |
| 07    | Schweiz                | 2      | 4       | 3       | 09     |
| 08    | Frankreich             | 2      | -       | 2       | 04     |
| 09    | Österreich             | 2      | -       | 1       | 3      |
| 10    | Kanada                 | 2      | -       | -       | 2      |
| 10    | Südafrika              | 2      | -       | -       | 2      |
| 10    | Spanien                | 2      | -       | -       | 2      |
| 13    | Ukraine                | 1      | 3       | -       | 4      |
| 14    | Niederlande            | 1      | 2       | 1       | 4      |
| 15    | Tschechien             | 1      | 1       | –       | 2      |
| 16    | Estland                | 1      | -       | 1       | 2      |
| 17    | Dänemark               | -      | 2       | 2       | 4      |
| 18    | Ungarn                 | -      | 2       | -       | 2      |
| 19    | Italien                | -      | 1       | 4       | 5      |
| 20    | Argentinien            | -      | 1       | 1       | 2      |
| 21    | Japan                  | -      | 1       | -       | 1      |
| 22    | Brasilien              | -      | -       | 1       | 1      |